# Phyllotrochalus montanus
Phyllotrochalus montanus är en skalbaggsart som beskrevs av Brenske 1902. Phyllotrochalus montanus ingår i släktet Phyllotrochalus och familjen Melolonthidae. Inga underarter finns listade i Catalogue of Life.